# Granvin

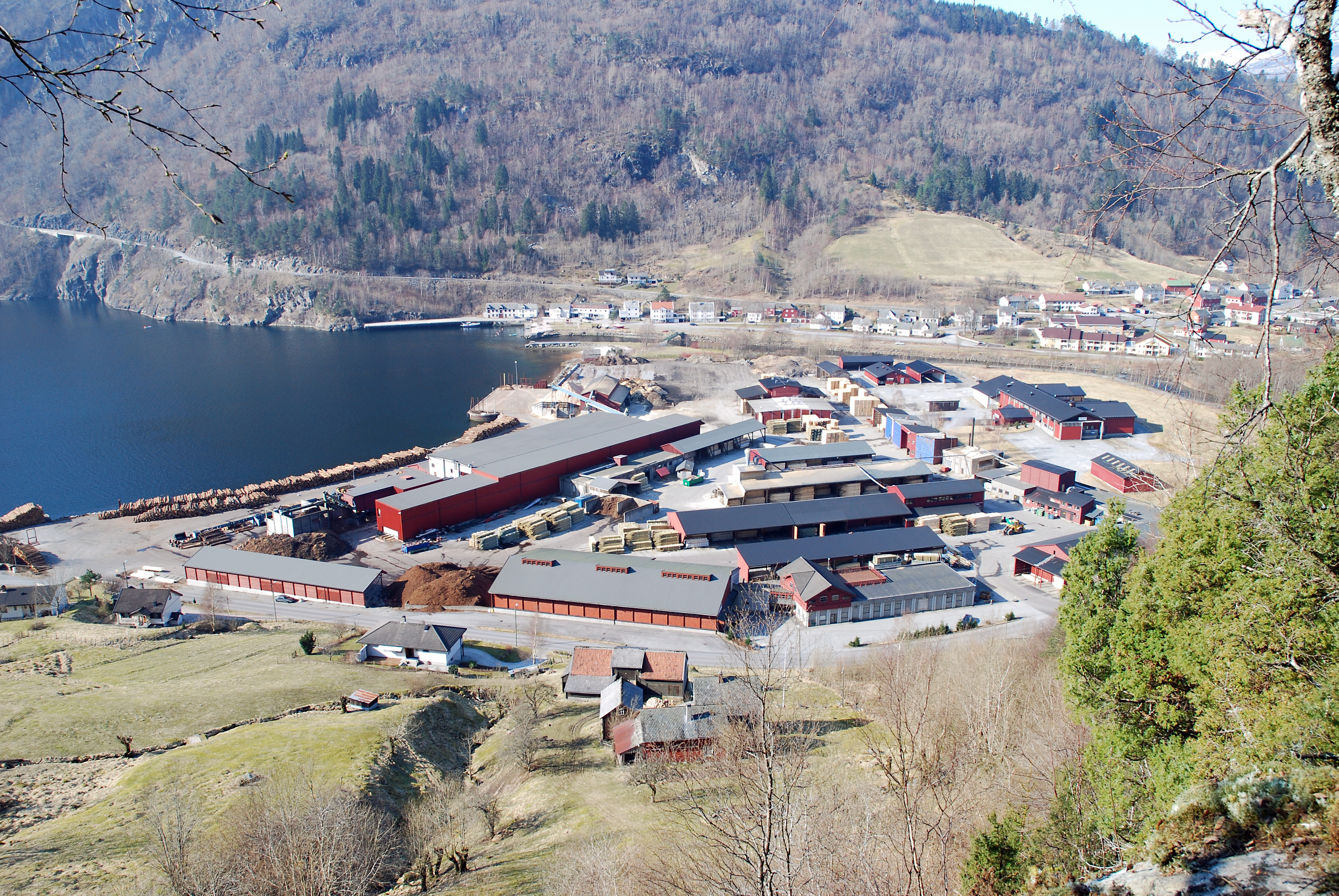
Granvin

Granvin ist ein Ort und eine ehemalige Kommune im norwegischen Fylke Hordaland (2020 Teil von Vestland geworden). Im Zuge der Kommunalreform in Norwegen wurden Granvin und Voss zum 1. Januar 2020 zu einer neuen Heradskommune Voss zusammengeschlossen.
In der Kommune lebten auf einer Fläche von 211 km² 937 Einwohner (Stand: 1. Januar 2019). Die Kommunennummer war 1234. Letzter Bürgermeister war Olav Seim (Sp).
Die Kommune grenzte im Norden an die Kommune Voss, im Osten an Ulvik, im Süden an Ullensvang sowie im Westen an Kvam. Das administrative Zentrum hieß ebenfalls Granvin. Da Eide die größte Ansiedlung der Kommune war, wurden die Bezeichnungen Eide und Granvin teilweise synonym verwendet. Die Kommune lag in der Landschaft Hardanger. Die höchste Erhebung auf dem Gebiet von Granvin erreichte 1690 moh.
Granvin wurde 1891 Heradskommune, als das Gebiet aus der Ulvik heradskommune ausgegliedert wurde. Der erste Name war Graven heradskommune, 1898 wurde dieser Name in Granvin geändert.

## Wappen

Wappen der ehemaligen Gemeinde Granvin

Beschreibung: In Grün eine schräglinks gelegte goldene Hardangerfiedel.

## Persönlichkeiten
- Ruth Lillegraven (* 1978), norwegische Schriftstellerin und Lyrikerin